# Legio II Herculia
La Legio II Herculia ("devota/dedicata ad Ercole") fu una legione romana raccolta dall'imperatore Diocleziano, ancora in attività all'inizio del V secolo.
Il titolo Herculia fa riferimento ad Ercole, che era il nume tutelare di Massimiano Erculeo, l'imperatore collega di Diocleziano all'interno del sistema di governo della tetrarchia: i due imperatori affermavano infatti di appartenere alle "dinastie" di Ercole (Massimiano) e Giove.
Raccolta all'inizio del regno di Diocleziano, la II Herculia venne schierata nella provincia di Scizia, appena separata dalla Mesia Inferiore, assieme alla I Iovia, probabilmente la legione gemella della Herculia e intitolata al nume tutelare di Diocleziano. Secondo la Notitia dignitatum, un documento dei primi anni del V secolo, la II Herculia era ancora in Scizia sotto il dux Scythiae: campo base della legione era a Troesmis, a difesa della frontiera del Danubio, ma diverse coorti erano distribuite sul territorio.
La I Iovia e la II Herculia furono alla base degli Ioviani e degli Herculiani, due importanti legioni tardo imperiali. La separazione di parti consistenti di queste due legioni, poi divenute unità autonome, avvenne già durante il regno di Diocleziano e Massimiano: fu proprio Erculio a guidare una sotto-unità della legione che gli era intitolata nella campagna del 298-299 in Mauretania.